# Japán vakond
A japán vakond (Mogera wogura) az emlősök (Mammalia) osztályának Eulipotyphla rendjébe, ezen belül a vakondfélék (Talpidae) családjába tartozó faj.

## Előfordulása
A japán vakond Japán endemikus faja, Honsún, Sikokun, Kjúsún és a környező kisebb szigeteken (Sódo, Szeto-beltenger, Oki-szigetek, Cusima, Gotó-szigetek, Tane, Jaku).
A faj élőhelyén elterjedt, általánosan megtalálható, fenyegetettsége nincs, populációja stabil, ezért a nem fenyegetett fajok között tartják nyilván.

## Megjelenése
Testmérete a földrajzi helytől függően változó, általában 125–185 milliméter hosszú, testtömege 48-175 gramm. Felső metszőfogának előredőlése kis mértékű, az állkapocs alakja ívelt. Az állat magányos, nappal aktív, természetes élőhelyén akár 3,5 évig is él.

## Életmódja
Táplálékát rovarok, földigiliszták, kétéltűek és növényi magvak alkotják.

## Szaporodása
A vemhes nőstények 3-5 embriót hordanak ki, áprilistól júniusig.